# Semaine sainte à Séville
 (novembre 2024).
Si vous disposez d'ouvrages ou d'articles de référence ou si vous connaissez des sites web de qualité traitant du thème abordé ici, merci de compléter l'article en donnant les références utiles à sa vérifiabilité et en les liant à la section « Notes et références ».

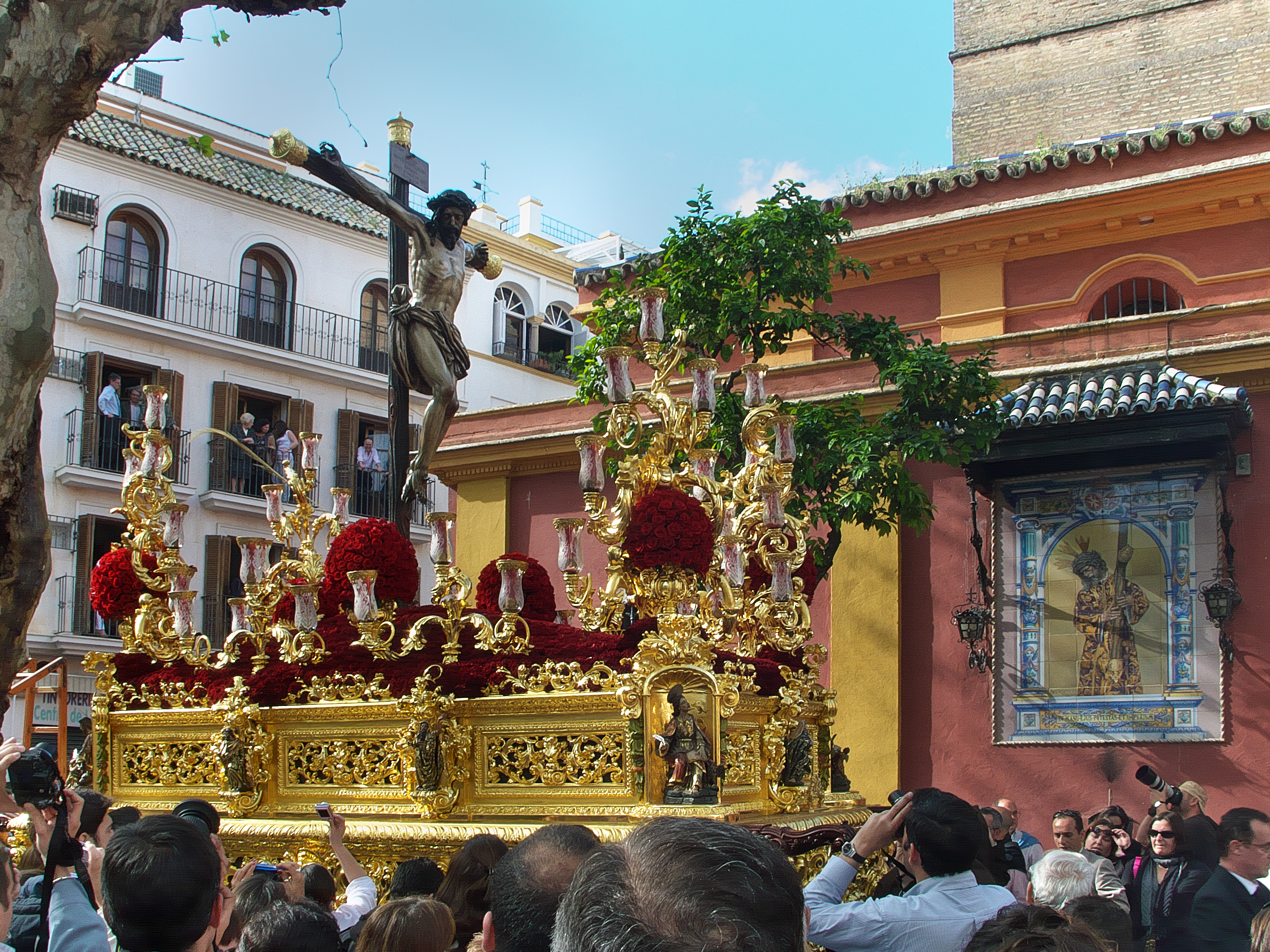
Confrérie de la Bonne Fin sur la place de San Lorenzo, Séville.

La Semaine sainte (Semana santa) de Séville, en Andalousie est la célébration religieuse la plus importante de la ville, et l'une des plus célèbres d'Espagne. Tout comme la Feria de Abril qu'elle précède de quelques semaines, elle rythme le calendrier annuel de la ville, qui vit durant une semaine au rythme des processions.
Elle commence le dimanche des Rameaux et s'achève une semaine plus tard, le dimanche de Pâques, pour la commémoration de la Résurrection du Christ. Durant ces 7 jours dédiés à la Passion du Christ, 60 confréries (Hermandades et Cofradías) sortent en procession pour se rendre à la cathédrale, conclure leur station de pénitence, avant de revenir vers leur point de départ.
Chacune de ces congrégations conduit lors de son long cheminement ses pasos, (du latin passus, scène, mais aussi souffrance) sont les statues qui défilent en Espagne durant la Semaine sainte, transportées mécaniquement ou portées par des hommes. Ils reçoivent des noms différents en chaque lieu, selon la tradition. Richement décorés et qui servent de supports à des groupes sculptés en bois représentant des scènes de la Passion. Une foule considérable de Sévillans, d'Espagnols et d'étrangers, de croyants et de non-croyants se presse dans les rues de la ville pour se recueillir ou simplement admirer le passage de ces imposants cortèges de pénitents, dont certains sont accompagnés de musique.

## Les confréries
Les confréries, dont les plus anciennes remontent au Moyen Âge, en France depuis 1901 sont des regroupements de fidèles laïcs. Le siège de ces congrégations est basé dans des chapelles ou églises qui abritent les effigies ou reliques du Christ, de la Vierge ou d'un saint, auxquelles les membres manifestent leur profond attachement.
Rassemblés autour des idéaux chrétiens (formation, culte et charité) de la société à laquelle ils appartiennent, ils se consacrent toute l'année à diverses œuvres de bienfaisance et au culte catholique. La Semaine Sainte constitue cependant le point d'orgue de leur année de foi, l'occasion de faire pénitence en cette fin de Carême et à l'approche de la célébration de la Résurrection de Jésus.

Chacune des 60 cofradías de la Semaine Sainte est dirigée par un Hermano Mayor, un frère majeur. Ces responsables élisent les dirigeants du Consejo General de Hermandades y Cofradías, organisation qui fédère les hermandades et se charge de coordonner leurs activités et d'organiser les processions.

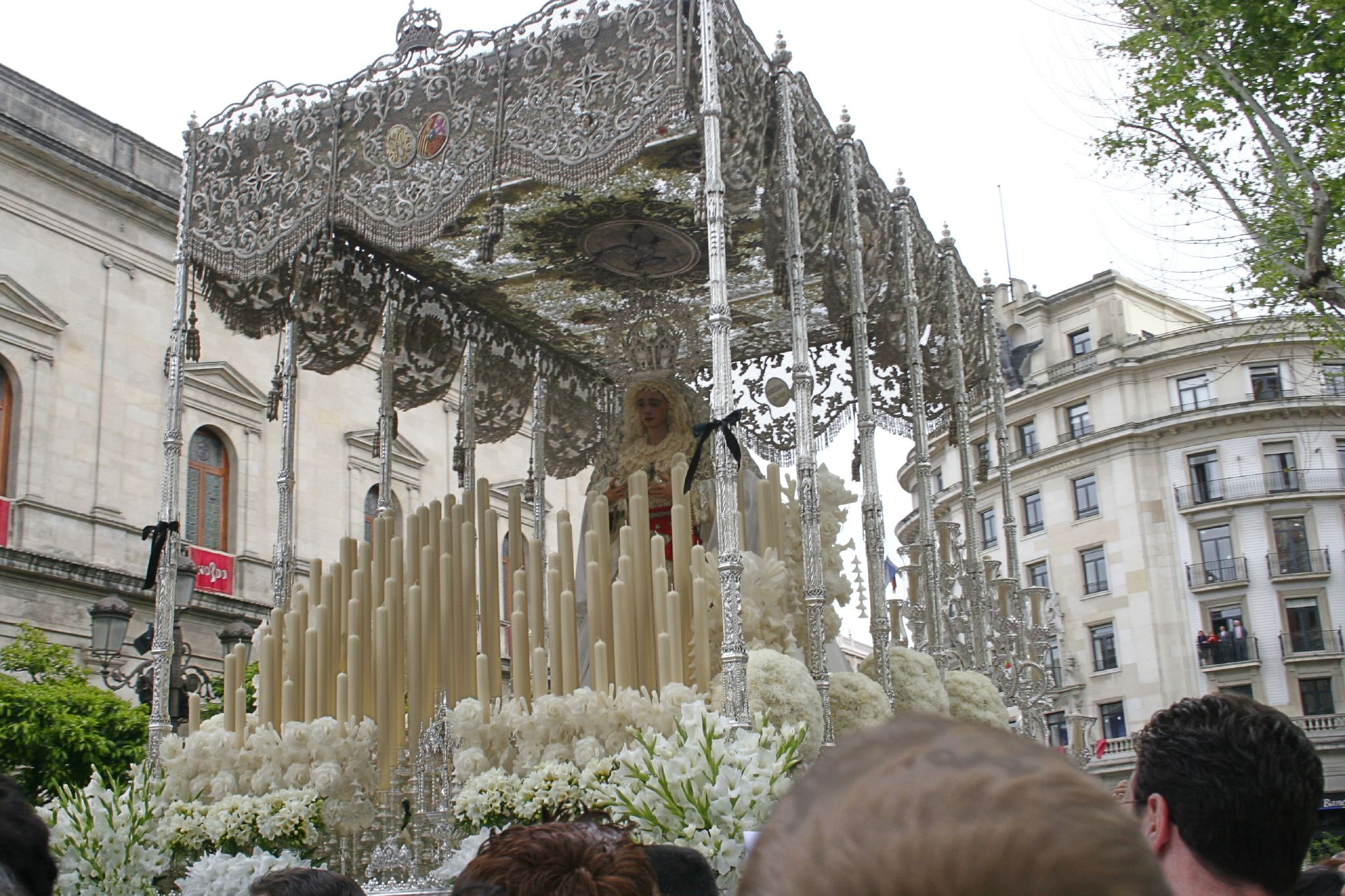
El Palio.

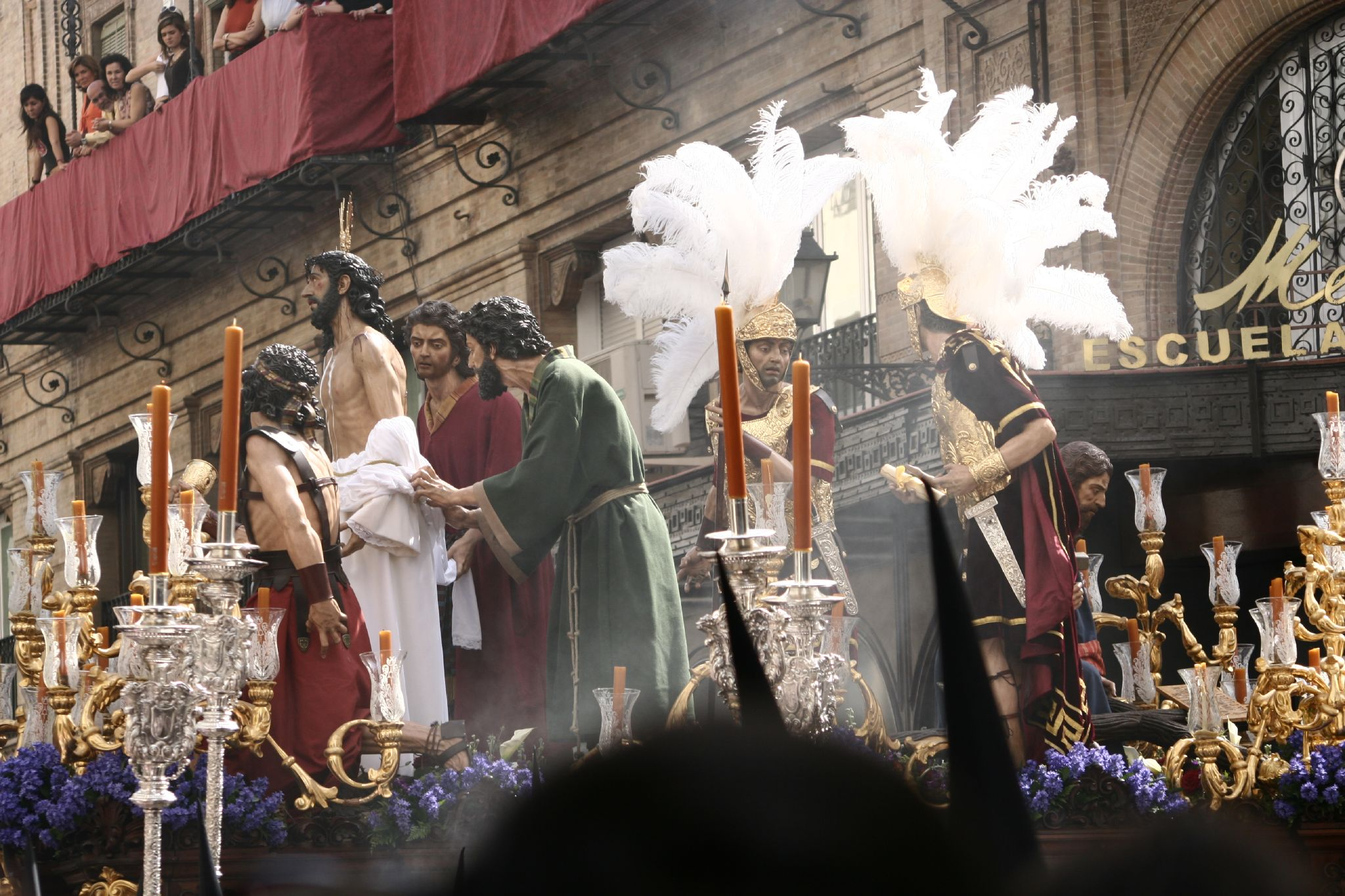
El misterio de Jesus Despojado.

Unie par la dévotion dont elle témoigne à l'égard des saintes images qu'elle conserve en son siège, chaque hermandad accompagne ces précieuses effigies dans les rues des villes. Montées sur les pasos, les statues représentent la Vierge et le Christ, lequel est souvent accompagné d'autres personnages des Évangiles ou de l'hagiographie chrétienne, dans une mise en scène évoquant des épisodes de la Passion. Dans la plupart des confréries, Marie et Jésus sont représentés sur deux pasos différents : le paso du Christ (appelé misterio) précède celui de la Vierge (nommé palio). Ces "autels" sont toujours richement ornés de dorures, moulures et autres étoffes précieuses. Ces sculptures de bois peintes sont pour beaucoup de véritables œuvres d'art, exécutées par de grands maîtres du baroque espagnol.
Lors des processions qui mènent ces pasos à travers Séville, les cofrades se répartissent selon leurs fonctions : 

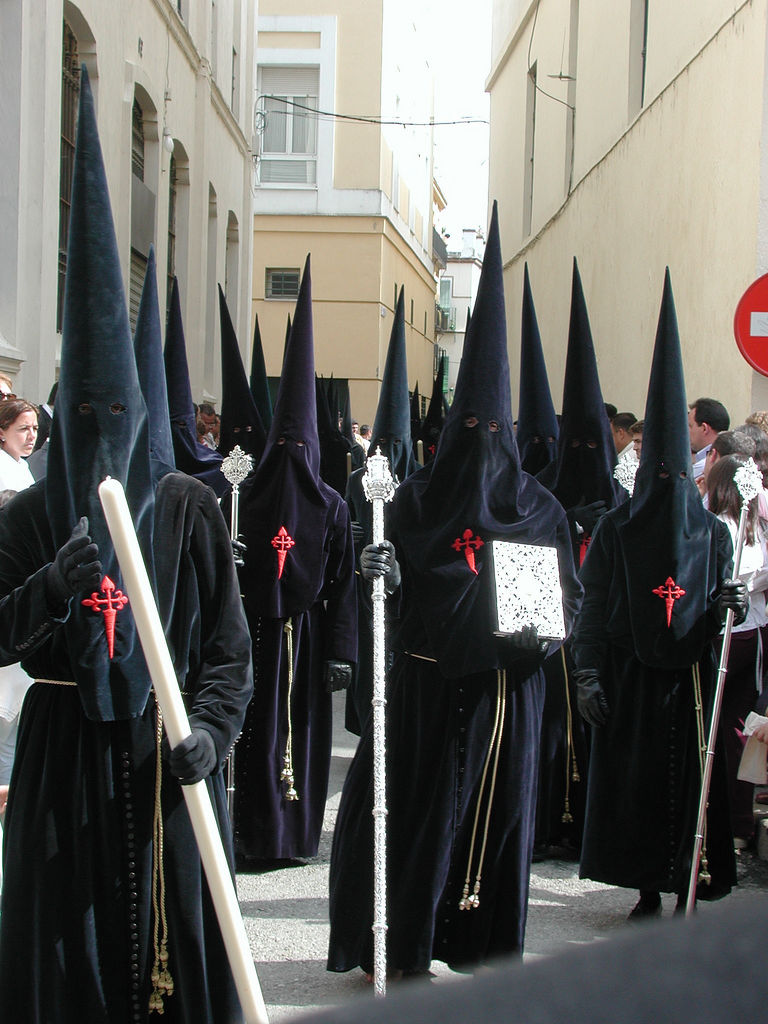
Nazarenos.

- les costaleros : ils portent les pasos, dont le poids contraint à disposer d'un effectif important, tournant à intervalles réguliers. Les confréries possèdent de un à trois pasos, soit autant de groupes de porteurs ;
- le capataz : c'est le responsable de l'équipe des costaleros. Il dirige le paso et guide les porteurs par la voix en indiquant la direction à prendre. Il est assisté de contraguías. Il ordonne la levée ou l'arrêt du paso, à l'aide du llamador ou martillo, heurtoir situé à l'avant de l'autel.
- les nazarenos : ce sont les pénitents qui marchent au-devant des pasos, vêtus d'une tunique et d'une cagoule (le capirote), dont les couleurs varient d'une confrérie à l'autre, voire au sein d'une confrérie, selon le paso qu'il précède.

## Déroulement des processions
L'itinéraire des confréries est fixé par avance, puis annoncé publiquement à la Chapelle Royale de la Cathédrale 14 jours avant le début de la Semaine Sainte. Cette cérémonie, dont l'origine remonte au synode diocésain (assemblée délibérative d'ecclésiastiques) de 1604, est connue sous le nom de Cabildo de Toma de Horas.

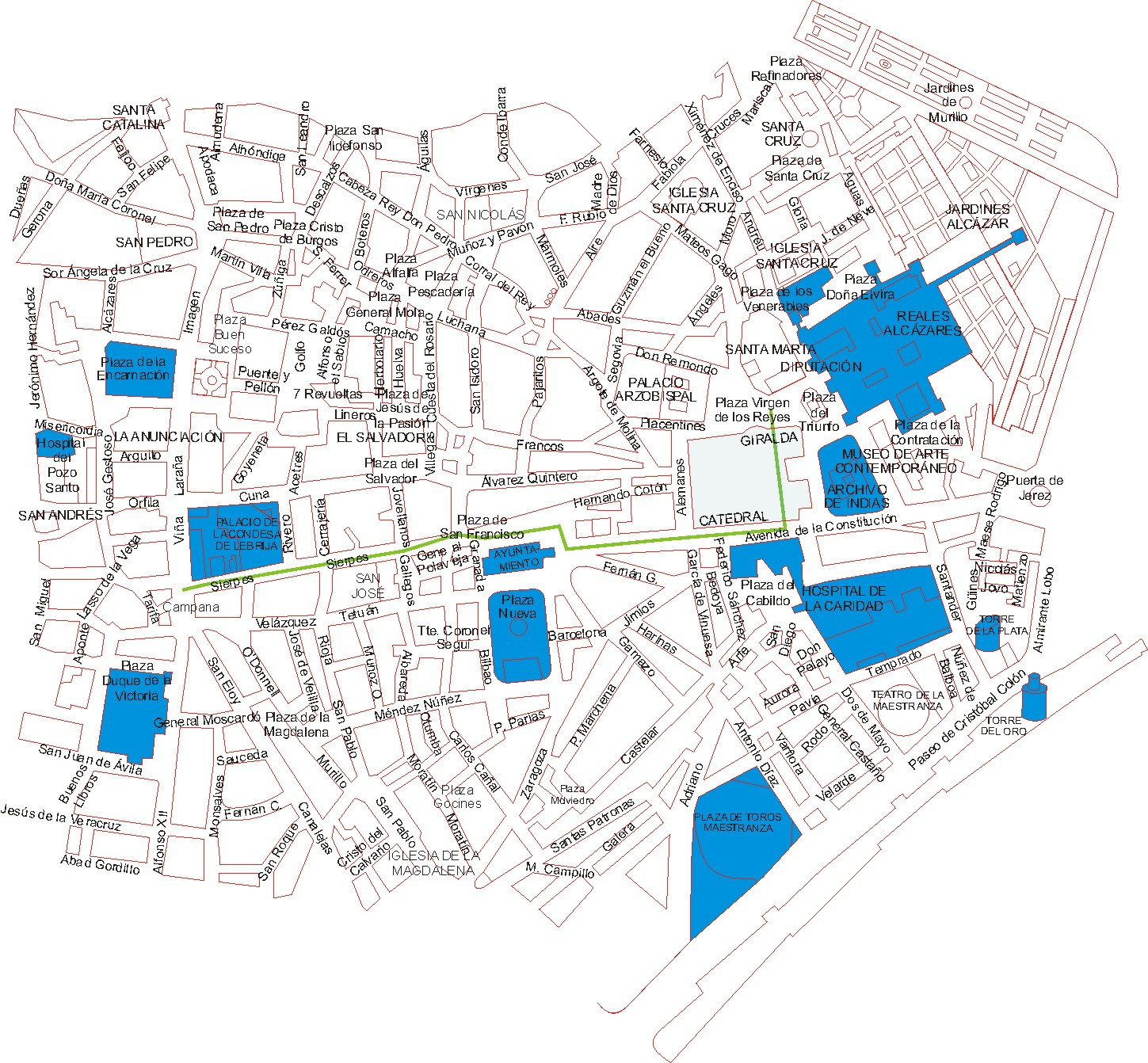
La Carrera oficial.

Chacune des confréries, au jour et à l'heure qui lui échoient, sort en procession depuis l'église ou la chapelle où est établi son siège. Le cortège, formé des centaines voire des milliers de membres de la société, entame alors son chemin de pénitence vers la cathédrale. Pour atteindre celle-ci, il doit effectuer la dernière partie de son parcours sur un itinéraire officiel, commun à toutes les cofradías : la Carrera Oficial. Ce segment amène les confréries à passer devant l'Hôtel de Ville. Une fois arrivées à la cathédrale, les congrégations achèvent leur station de pénitence avant de rejoindre leur point de départ qu'elles regagneront après des heures de procession dans les rues de Séville.

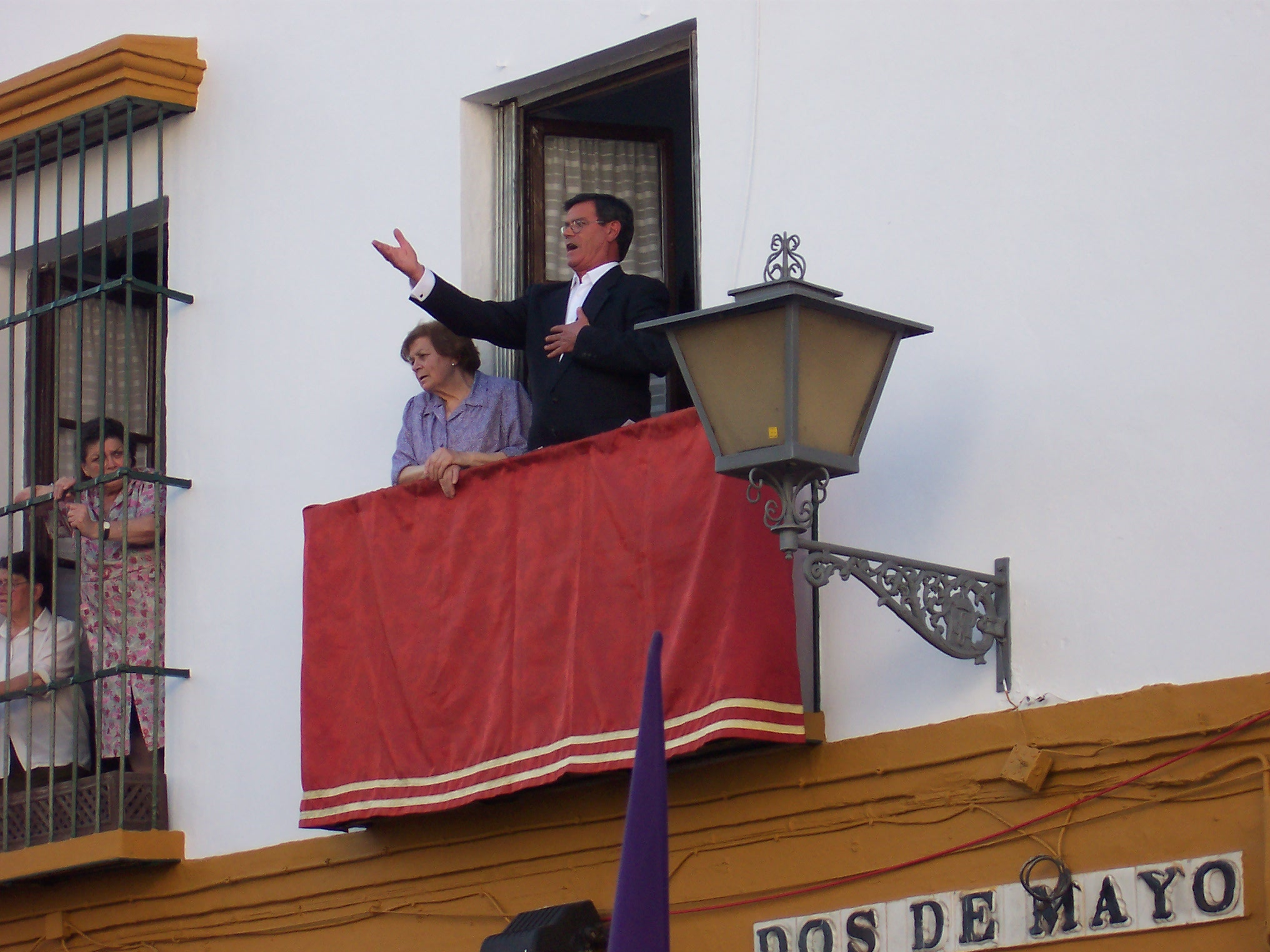
Saeta durant la Semaine Sainte.

L'aspect spectaculaire de ces litanies de cofrades (membres des cofradías) s'explique par leur accumulation, la beauté baroque des pasos (chars), le silence absolu des processions, ou au contraire leur musique solennelle, mais aussi par leur avancée dans les ruelles de la vieille ville, qui forme un cadre grandiose. La configuration tortueuse de certaines voies rend parfois périlleuse leur progression, ce qui contribue à donner encore davantage de panache à leur marche, qui semble interminable: il faut souvent patienter plus d'une heure pour voir passer la totalité d'une hermandad. Les processions effectuent des arrêts, qui sont alors l'occasion d'entendre des saetas entonnées par des anonymes, depuis la rue ou un balcon. L'instant le plus propice à ces improvisations se situe à la sortie et au retour du cortège.
La Semaine Sainte atteint son paroxysme lors de la Madrugá qui, dans la nuit du jeudi au vendredi saints, voit sortir les plus célèbres congrégations de Séville : la Macarena, Esperanza de Triana, Jesús del Gran Poder,… La ville connaît cette nuit-là la plus forte affluence de la semaine.

## Sortie des Confréries

### Le dimanche des Rameaux
- Hermandad de La Borriquita

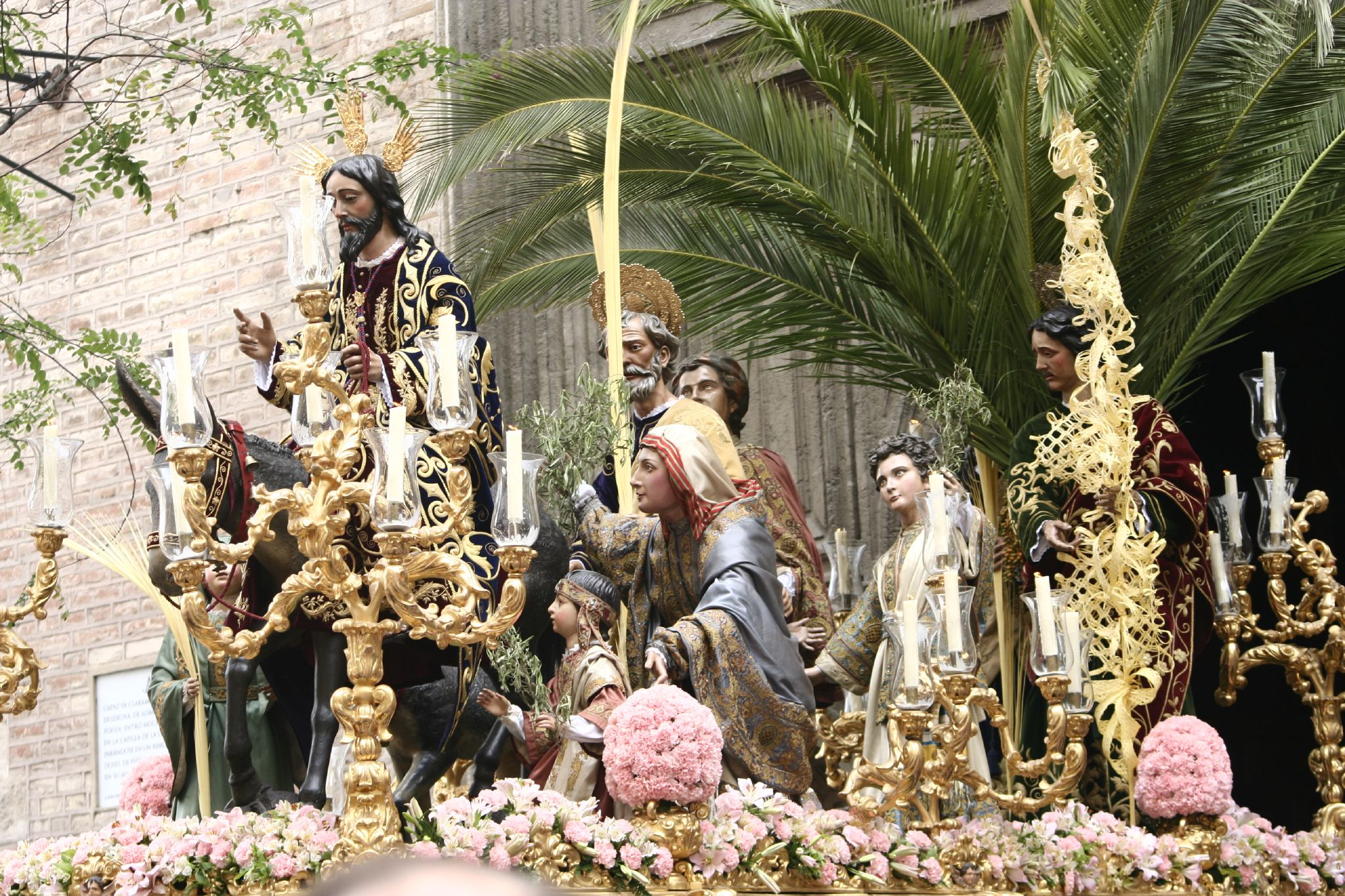
La Borriquita.

  - Confrérie qui marque le début de la Semaine Sainte. Elle compte environ 650 Nazarenos, tous de moins de 14 ans. Cas unique, le misterio est séparé du palio, qui est celui de la Hermandad d'El Amor.
  - Fondation: à l'hôpital de los Medidores de la Alhóndiga dans la seconde moitié du XVIe siècle.
  - Siège: Église collégiale du Salvador.
  - Misterio: Señor de la Sagrada Entrada en Jerusalén (Seigneur de l'Entrée Sacrée à Jérusalem) à cheval sur une mule et entouré de rameaux, anonyme du XVIIe siècle.
  - Palio: aucun.
  - Couleurs des nazarenos: tunique et capirote blancs, ceinture de sparterie.
- Hermandad de Jesús Despojado (de Jésus Dépouillé)
  - Fondation: Église de San Marcos en 1936.
  - Siège: Chapelle de Nuestra Señora del Mayor Dolor (plaza de Molviedro).
  - Misterio: Nuestro Padre Jesús Despojado de sus Vestiduras (Jésus Dépouillé de ses Vêtements). Tête d'Antonio Perea Sánchez (1939), corps d'Antonio Eslava Rubio (1974).
  - Palio: Virgen de los Dolores y Misericordia (Vierge des Douleurs et Miséricorde), d'Antonio Eslava Rubio (1961), accompagnée de Saint Jean, de Juan Ventura (1981).
  - Couleurs des nazarenos: tunique jaune, cordon de ceinture rouge, capirote et cape noirs.
- Hermandad de La Paz (de la Paix)
  - Fondation: Quartier de Porvenir en 1939.
  - Siège: Paroisse de San Sebastián (calle San Salvador).
  - Misterio: Nuestro Padre Jesús de la Victoria (Notre Père Jésus de la Victoire) recevant la Croix qu'il doit monter sur le Calvaire, d'Antonio Illanes Rodríguez (1940).
  - Palio: Virgen de la Paz, d'Antonio Illanes Rodríguez (1937).
  - Couleurs des nazarenos: tunique, capirote et cape blancs, cordon de ceinture jaune.
- Hermandad de La Cena (de la Cène)
  - Fondation: Hôpital de San Lázaro au XVIe siècle.
  - Siège: Église de los Terceros (calle Sol).
  - Misterio: Señor de la Sagrada Cena (Seigneur de la Cène Sacrée) au moment d'instituer l'eucharistie, de Sebastián Santos Rojas (1955).
  - 2e Paso: Señor de la Humilidad y Paciencia (Seigneur le l'Humilité et Patience) attendant sa crucifixion, auteur anonyme du XVIIe siècle.
  - Palio: Virgen del Subterráneo (Vierge du Souterrain), de Juan de Astorga (XIXe siècle).
  - Couleurs des nazarenos: tunique et capirote blancs, ceinture de sparterie.
- Hermandad de La Hiniesta (du Genêt[1])
  - Fondation : Hôpital de l'ancienne rue Rascaviejas (1412).
  - Siège: Église de San Julián (plaza de San Julián).
  - Misterio: Cristo de la Buena Muerte (Christ de la Bonne Mort), avec Marie-Madeleine à ses pieds, de Castillo Lastrucci (1938).
  - Palio: Virgen de la Hiniesta, de Castillo Lastrucci (1937).
  - Couleurs des nazarenos : tunique blanche, ceinture de sparterie et capirote bleu pour le misterio ; tunique et capirote bleus, cordon de ceinture blanc et bleu et cape blanche pour le palio.
- Hermandad de San Roque (de Saint Roch)
  - Fondation: Paroisse de San Roque en 1901.
  - Siège: Paroisse de San Roque (plaza de Carmen Benítez).
  - Misterio: Señor de las Penas (Seigneur des Peines) avec la Croix à ses côtés, d'Antonio Illanes Rodríguez (1939).
  - Palio: Virgen de Gracia y Esperanza (Vierge de Grâce et Espoir), de José Fernández Andes (1938).
  - Couleurs des nazarenos: tunique et cape blanches. Capirote et cordon de ceinture violets pour le misterio, verts pour le palio.
- Hermandad de La Estrella (de l'Étoile)
  - Connue comme la Valiente (la Vaillante), étant la seule confrérie à avoir osé sortir en 1932, durant la 1re Semaine Sainte de la Seconde République.
  - Fondation: Couvent de la Victoria (1560).
  - Siège: Chapelle de la Estrella (calle San Jacinto).
  - Misterio: Señor de las Penas (Seigneur des Peines) priant au milieu de deux bourreaux en attendant sa crucifixion, de José de Arce (1655).
  - Palio: Virgen de la Estrella (Vierge de l'Étoile), anonyme du XVIIe siècle.
  - Couleurs des nazarenos : tunique et cape blanches. Capirote et cordon de ceinture violets pour le misterio, bleus pour le palio.
- Hermandad de La Amargura (de l'Amertume)
  - Fondation: Paroisse de San Julián (XVIIe siècle).
  - Siège: Église de San Juan de la Palma (calle Feria).
  - Misterio: Nuestro Padre Jesús del Silencio (Notre Père Jésus du Silence) devant Hérode, de Pedro Roldán (1697).
  - Palio: Virgen de la Amargura (Vierge de l'Amertume, ou du Chagrin), attribuée à Pedro Roldán (XVIIe siècle), et accompagnée de San Juan, de Benito Hita del Castillo (1670).
  - Couleurs des nazarenos: tunique et capirote blancs, ceinture de sparterie.
- Hermandad de El Amor (de l'Amour)
  - Fondation: Église de Santiago en 1508.
  - Siège: Église collégiale du Salvador.
  - Misterio: Cristo del Amor (Christ de l'Amour) mort sur la Croix, de Juan de Mesa (1620).
  - Palio: Virgen del Socorro (Vierge du Secours), d'Astorga (XVIIe siècle).
  - Couleurs des nazarenos: tunique et capirote noirs, ceinture de sparterie.

### Le Lundi Saint

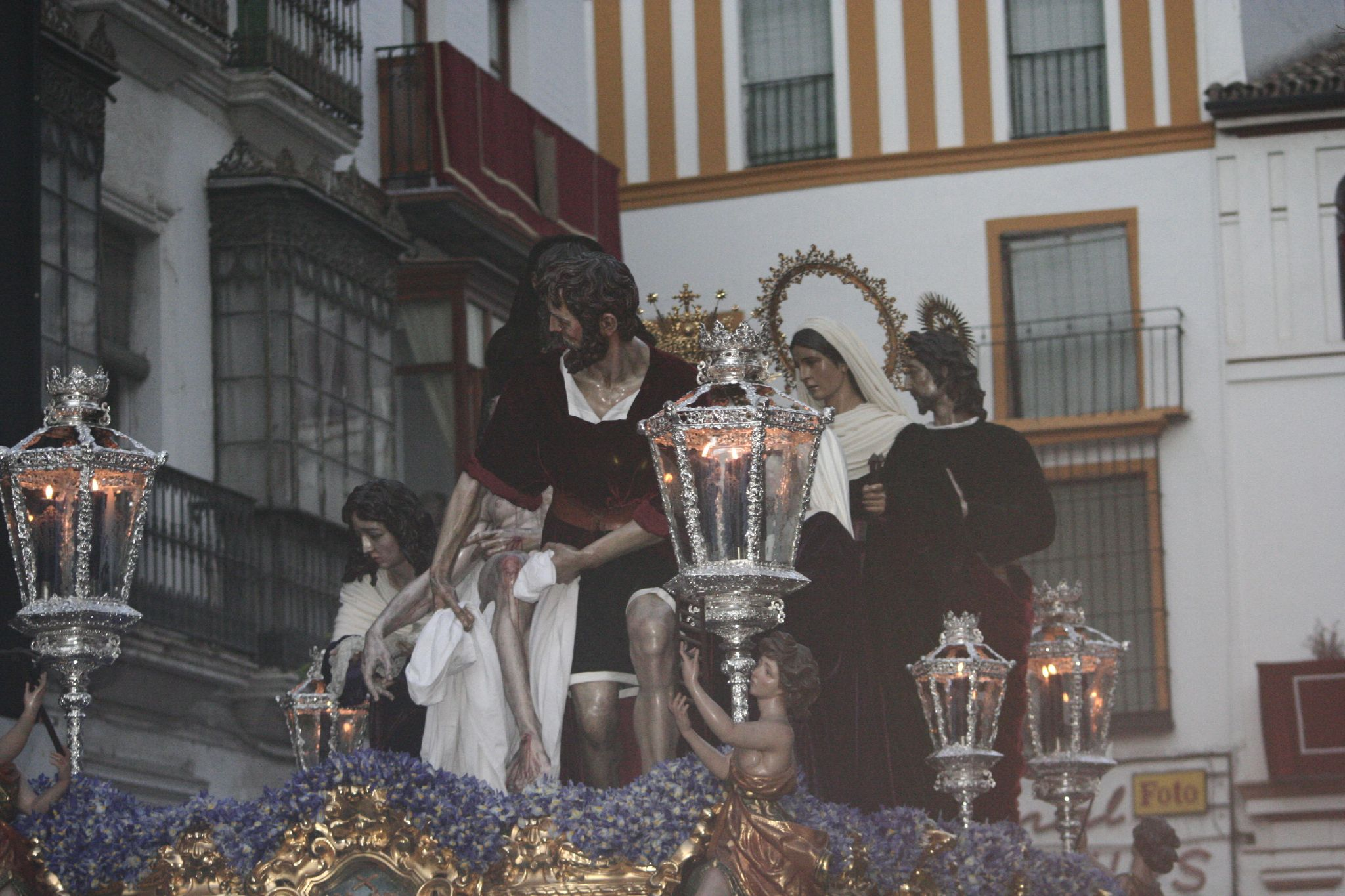
Misterio de Santa Marta.

- Hermandad del Poligono de San Pablo (du Quartier de Saint Paul)
  - Fondation: Paroisse de San Ignacio de Loyola en 1979.
  - Siège: Paroisse de San Ignacio de Loyola (calle Jesús Cautivo y Rescatado).
  - Misterio: Nuestro Padre Jesús Cautivo y Rescatado (Notre Père Jésus Captif et Sauvé) devant Hérode, d'Álvarez Duarte (1992).
  - Palio: Virgen del Rosario Doloroso (Vierge du Rosaire Douloureux), de Luis Alberto García Jeute (1991).
  - Couleurs des nazarenos: Tunique et capirote blancs, ceinture de sparterie.
- Hermandad de El Rocío (de la Rosée)
  - Fondation: Église de Santa María la Blanca en 1955.
  - Siège: Église de Santiago (plaza de Jesús de la Redención).
  - Misterio: Judas baisant les pieds du Señor de la Redención (Seigneur de la Rédemption), de Castillo Lastrucci (1958).
  - Palio: Virgen del Rocío, de Castillo Lastrucci (1955).
  - Couleurs des nazarenos: Tunique blanche. Capirote et cordon de ceinture violets pour le misterio, verts pour le palio.
- Hermandad del Cautivo (du Captif, connue aussi sous le nom de Santa Genoveva)
  - Fondation: Paroisse de Santa Genoveva en 1956.
  - Siège: Paroisse de Santa Genoveva (avenida de los Teatinos).
  - Misterio: Jesús Cautivo (Jésus Captif), de José Paz Vélez (1957).
  - Palio: Virgen de las Mercedes (Vierge des Mercis), de José Paz Vélez (1956).
  - Couleurs des nazarenos: Tunique blanche, capirote, cape et cordon de ceinture noirs.
- Hermandad de Santa Marta (de Sainte Marthe)
  - Fondation: Paroisse de San Bartolomé en 1946.
  - Siège: Paroisse de San Andrés (plaza de San Andrés).
  - Misterio: Transfert à son sépulcre du Cristo de la Caridad (Christ de la Charité), accompagné de la Virgen de las Penas (Vierge des Peines), de Santa Marta et d'autres saints, de Luis Ortega Bru (1952)
  - Palio: aucun.
  - Couleurs des nazarenos: Tunique et capirote noirs.
- Hermandad de San Gonzalo
  - Fondation: Paroisse de San Gonzalo en 1942.
  - Siège: Paroisse de San Gonzalo (plaza de San Gonzalo).
  - Misterio: Señor del Soberano Poder (Seigneur du Pouvoir Souverain) devant Caïphe, de Luis Ortega Bru (1975).
  - Palio: Virgen de la Salud (Vierge du Salut), de Luis Ortega Bru (1977).
  - Couleurs des nazarenos: Tunique et capirote blancs, ceinture de sparterie.
- Hermandad de Vera-Cruz
  - Fondation: Couvent Casa Grande de San Francisco en 1442.
  - Siège: Chapelle du Dulce Nombre de Jesús (calle Jesús de la Vera-Cruz).
  - Misterio: Cristo de la Vera-Cruz, déjà mort sur la Croix, anonyme du XVIe siècle.
  - Palio: Virgen de las Tristezas (Vierge des Tristesses), d'Antonio Illanes Rodríguez (1942).
  - Couleurs des nazarenos: Tunique et capirote noirs, ceinture de sparterie.
- Hermandad de Las Penas de San Vicente (des Peines de Saint Vincent)
  - Fondation: Paroisse de San Vicente en 1875.
  - Siège: Paroisse de San Vicente (calle de los Buenos Libros).
  - Misterio: Señor de las Penas (Seigneur des Peines) tombé au sol en portant la Croix, attribué à Pedro Roldán (XVIIe siècle).
  - Palio: Virgen de los Dolores (Vierge des Douleurs), de Blas Molner (XVIIIe siècle).
  - Couleurs des nazarenos: Tunique et capirote noirs, ceinture de sparterie.
- Hermandad de Las Aguas (des Eaux)
  - Fondation: Paroisse de San Jacinto en 1750.
  - Siège: Chapelle del Rosario (calle Dos de Mayo).
  - Misterio: Señor de las Aguas (Seigneur des Eaux) crucifié en présence de Marie-Madeleine, de la Vierge et de Saint Jean, de Antonio Illanes Rodríguez (1943).
  - Palio: Virgen de Guadalupe, d'Álvarez Duarte (1966).
  - Couleurs des nazarenos: Tunique blanche, capirote violet, ceinture de sparterie.
  - Chaque année depuis 2000, le misterio s'arrête à l'Arco del Postigo en souvenir de Juan Carlos Montes, costalero mort à cet endroit le lundi saint de 1999.
- Hermandad de El Museo (du Musée)
  - Fondation: Paroisse de San Andrés en 1575.
  - Siège: Chapelle du Musée (plaza del Museo).
  - Misterio: Señor de la Expiración (Seigneur de l'Expiration), au moment de rendre son dernier souffle, de Marcos Cabrera (1572).
  - Palio: Virgen de las Aguas (Vierge des Eaux), de Cristóbal Ramos (1772).
  - Couleurs des nazarenos: Tunique et capirote noirs. Les nazarenos du palio portent de plus une cape blanche.

### Le Mardi Saint

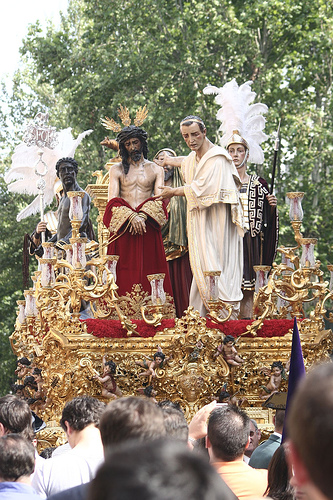
Misterio de San Benito.

Le mardi saint rappelle la poursuite de l'évangélisation par Jésus.
- Hermandad de El Cerro del Águila (du Tertre de l'Aigle)
  - Fondation: Paroisse del Cerro del Águila en 1955.
  - Siège: Paroisse de los Dolores (calle Nuestra Señora de los Dolores).
  - Misterio: Cristo des Desamparo y Abandono (Christ du Délaissement et Abandon), représentant Jésus mort sur la Croix, observé par Saint Longin, en présence de Romains et d'un bourreau, attribué à Francisco de Ocampo (XVIIe siècle).
  - Palio: Virgen de los Dolores (Vierge des Douleurs), de Sebastián Santos (1955).
  - Couleurs des nazarenos: Tunique et cape blanches, capirote rose.
  - C'est la condrérie dont le trajet est le plus long: il dure plus de 13 heures.
- Hermandad de Los Javieres
  - Fondation: Paroisse du Sagrado Corazón en 1946.
  - Siège: Paroisse d'Omnium Sanctorum (calle Feria).
  - Misterio: Cristo de las Almas (Christ des Âmes), mort sur la Croix, de José Pires Azcárraga (1947).
  - Palio: Virgen de Gracia y Amparo (Vierge de Grâce et Protection), de Fernández Andes (1936).
  - Couleurs des nazarenos : Tunique et capirote noirs, ceinture de sparterie.
- Hermandad de San Esteban (de Saint Étienne)
  - Fondation: Paroisse de San Esteban en 1926.
  - Siège: Église de San Esteban (calle San Esteban).
  - Misterio: Señor del Buen Viaje (Seigneur du Bon Voyage) couronné d'épines, dont se moquent deux bourreaux, en présence d'un Romain, anonyme (XVIe siècle).
  - Palio: Virgen de los Desamparados (Vierge des Abandonnés), de Manuel Galiano (1927).
  - Couleurs des nazarenos : Tunique jaune, capirote, cape et cordon de ceinture bleus.
- Hermandad de Los Estudiantes (des Étudiants)
  - Fondation: Église de la Anunciación en 1924
  - Siège: Chapelle de l'Université de Séville (calle San Fernando)
  - Misterio: Cristo de la Buena Muerte (Christ de la Bonne Mort) crucifié, sur un parterre de fleurs violettes, de Juan de Mesa (1620).
  - Palio: Virgen de la Angustia (Vierge de l'Anxiété), attribuée à Juan de Astorga (1897).
  - Couleurs des nazarenos: Tunique et capirote noirs, ceinture de sparterie.
- Hermandad de San Benito (de Saint Benoît)
  - Fondation: Monastère de la Victoria en 1554.
  - Siège: Église de San Benito (calle Luis Montoto).
  - 1er Misterio: Présentation de Jésus par Ponce Pilate, de Castillo Lastrucci (1928).
  - 2e Misterio: Cristo de la Sangre (Christ du Sang) crucifié, de Buiza (1966).
  - Palio: Virgen de la Encarnación (Vierge de l'Incarnation), anonyme (XVIIe siècle).
  - Couleurs des nazarenos: Tunique et cape blanches, capirote et cordon de ceinture violets.
- Hermandad de La Candelaria
  - Fondation: Paroisse de San Nicolás en 1921.
  - Siège: Église de San Nicolás (plaza de Nuestro Padre Jesús de la Salud).
  - Misterio: Señor de la Salud (Seigneur du Salut) avec la Croix à ses côtés, attribué à Ocampo (XVIIe siècle).
  - Palio: Virgen de la Candelaria, de Manuel Galiano (1924).
  - Couleurs des nazarenos: Tunique et capirote blancs, ceinture de sparterie.
- Hermandad de El Dulce Nombre (du Doux Nom)
  - Fondation: Ancien hospice d'orphelines (Hospicio de niñas huérfanas) en 1584. Disparut au XIXe siècle avant d'être refondée à la Paroisse de San Román en 1919.
  - Siège: Paroisse de San Lorenzo (plaza de San Lorenzo).
  - Misterio: Jésus giflé par un bourreau devant Anân, de Castillo Lastrucci (1924).
  - Palio: Virgen del Dulce Nombre (Vierge du Doux Nom), de Castillo Lastrucci (1924).
  - Couleurs des nazarenos: Tunique et capirote blancs, ceinture de sparterie.
- Hermandad de Santa Cruz (de la Sainte Croix)
  - Fondation: Ancienne paroisse de Santa Cruz en 1904.
  - Siège: Paroisse de Santa Cruz (calle Mateos Gago).
  - Misterio: Señor de las Misericordias (Seigneur des Miséricordes) crucifié, attribué à Pedro Roldán (XVIIe siècle).
  - Palio: Virgen de los Dolores (Vierge des Douleurs), d'Antonio Eslava Rubio (1968).
  - Couleurs des nazarenos: Tunique et capirote noirs, ceinture de sparterie.

### Le Mercredi saint
Le mercredi saint remémore également l'action évangélisatrice de Jésus, qui fut trahi ce jour par Judas.
- Hermandad del Carmen Doloroso

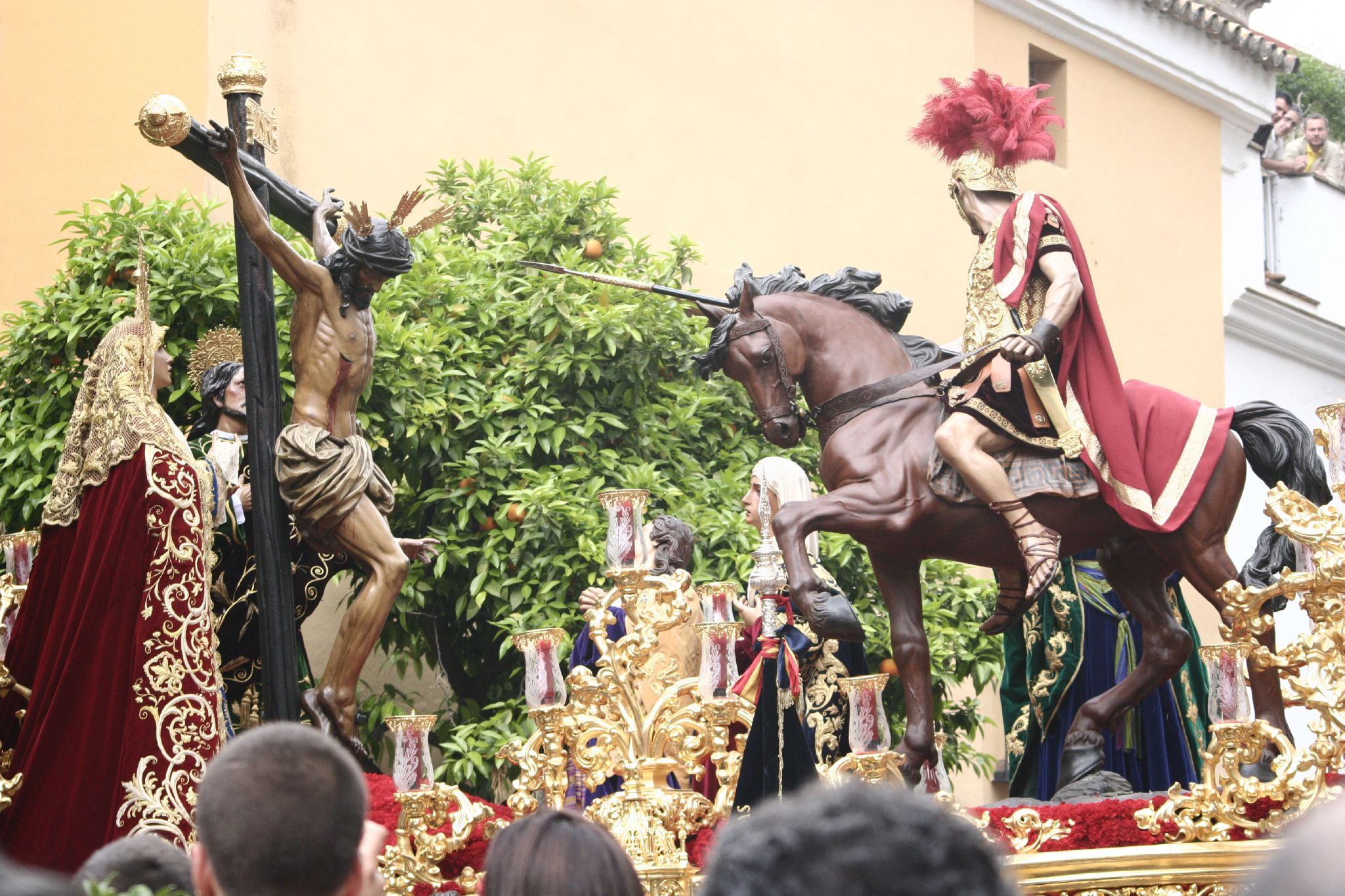
Misterio de la Lanzada.

  - Fondation: San Fernando, province de Cadix, en 1982.
  - Siège: Paroisse d'Omnium Sanctorium (calle Feria).
  - Misterio: Señor de la Paz (Seigneur de la Paix) durant les négociations de Saint Pierre, de Francisco Reyes Villadiego (1990).
  - Palio: Virgen del Carmen en sus Misterios Dolorosos, de Francisco Berlanga de Ávila (1984).
  - Couleurs des nazarenos : Tunique et capirote bleus, cordon de ceinture rose.
- Hermandad de La Sed (de la Soif)
  - Fondation: Paroisse de la Inmaculada Concepción en 1969.
  - Siège: Paroisse de la Concepción (avenida de la Cruz del Campo).
  - Misterio: Señor de la Sed (Seigneur de la Soif) crucifié, d'Álvarez Duarte (1970).
  - Palio: Virgen de Consolación (Vierge de Consolation), d'Antonio Dubé de Luque (1969).
  - Couleurs des nazarenos: Tunique et capirote noirs, cape blanche.
- Hermandad de San Bernardo (de Saint Bernard)
  - Fondation: Paroisse de San Bernardo en 1748.
  - Siège: Paroisse de San Bernardo (calle Cristo de la Salud).
  - Misterio: Cristo de la Salud (Christ du Salut), crucifié, attribué à Andrés Cansino (XVIIe siècle).
  - Palio: Virgen del Refugio (Vierge du Refuge), de Sebastián Santos (1938).
  - Couleurs des nazarenos: Tunique violette, capirote, cape et cordon de ceinture noirs.
- Hermandad de El Buen Fin (de la Bonne Fin)
  - Fondation: Église de San Juan de la Palma en 1590.
  - Siège: Couvent de San Antonio de Padua (calle San Vicente).
  - Misterio: Señor del Buen Fin (Seigneur de la Bonne Fin), mort sur la Croix, de Sebastián Jiménez (1645).
  - Palio: Virgen de la Palma, anonyme (XVIIe siècle).
  - Couleurs des nazarenos: Tunique et capirote bruns, cordon de ceinture blanc.
- Hermandad de La Lanzada (du Coup de Lance)
  - Fondation: Paroisse de San Nicolás en 1569.
  - Siège: Église de San Martín (plaza de San Martín).
  - Misterio: Longin à cheval, après avoir planté la lance dans le flanc du Christ, d'Illanes (1929).
  - Palio: Virgen del Buen Fin (Vierge de la Bonne Fin), de Juan de Astorga (1810).
  - Couleurs des nazarenos: Tunique et cape jaunes, capirote et cordon de ceinture rouges.
- Hermandad de El Baratillo (de la Friperie)
  - Fondation: Santo Madero de la Cruz en 1693.
  - Siège: Chapelle de la Piedad (calle Adriano).
  - Misterio: Virgen de la Piedad (Vierge de la Pitié), de José Fernández Andes (1945), tenant contre elle le Cristo de la Misericordia (Christ de la Miséricorde), d'Ortega Bru (1951).
  - Palio: Virgen de la Caridad (Vierge de la Charité), de José Fernández Andes (1931).
  - Couleurs des nazarenos : Tunique et capirote bleus, cordon de ceinture rose.
- Hermandad de Cristo de Burgos (du Christ de Burgos)
  - Fondation: Église de San Pedro en 1888.
  - Siège: Paroisse de San Pedro (plaza de San Pedro).
  - Misterio: Cristo de Burgos crucifié, de Juan Bautista Vázquez (XVIe siècle).
  - Palio: Virgen Madre de Dios de la Palma (Vierge Mère de Dieu de la Palma), de Gutiérrez Reyes Cano (1884).
  - Couleurs des nazarenos: Tunique et capirote noirs, ceinture de sparterie.
- Hermandad de Las Siete Palabras (des Sept Paroles)
  - Fondation: Couvent Casa Grande del Carmen en 1595.
  - Siège: Paroisse de San Vicente (calle San Vicente).
  - 1er Paso: Señor de la Divina Misericordia (Seigneur de la Divine Miséricorde) avec la Croix à ses côtés, de Felipe de Ribas (1641).
  - Misterio: Cristo de las Siete Palabras (Christ des Sept Paroles) devant la Vierge, St Jean et Marie-Madeleine, de Felipe Martínez (1682).
  - Palio: Virgen de la Cabeza (Vierge de la Tête), de Manuel Escamilla Cabezas (1956).
  - Couleurs des nazarenos du 1er paso et du misterio: Tunique et cape blanches, capirote et cordon de ceinture rouges.
  - Couleurs des nazarenos du palio: Tunique et capirote blancs, tablier rouge.
- Hermandad de Los Panaderos (des Boulangers)
  - Fondation: Paroisse de Santa Lucía en 1590.
  - Siège: Chapelle de San Andrés (calle Orfila).
  - Misterio: Cristo del Soberano Poder (Christ du Pouvoir Souverain) au moment de sa capture, d'Antonio Castillo Lastrucci (1945).
  - Palio: Virgen de Regla, anonyme (XVIIe siècle).
  - Couleurs des nazarenos: Tunique et capirote noirs. Cape et cordon de ceinture violets pour les nazarenos du misterio et rouges pour ceux du palio.

### Le Jeudi Saint

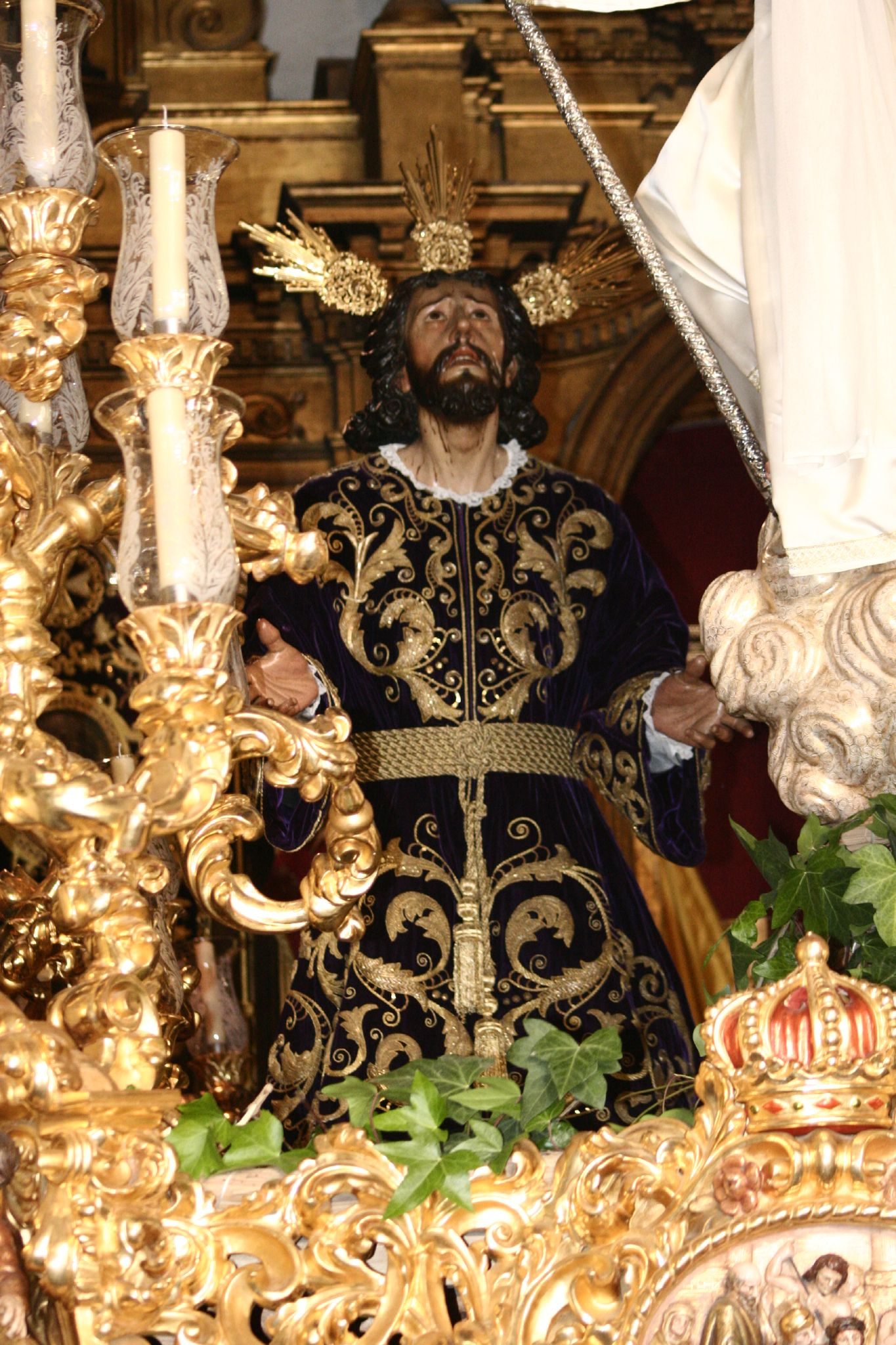
Misterio del Montesion.

Le Jeudi saint commémore pour les chrétiens l'institution par le Christ de la Cène, ou Eucharistie, lors du dernier repas pris avec ses disciples avant son arrestation.
- Hermandad de Los Negritos
  - Fondation: Hôpital de los Ángeles en 1393.
  - Siège: Chapelle de los Ángeles (calle Recaredo).
  - Misterio: Cristo de la Fundación (Christ de la Fondation) mort sur la Croix, d'Andrés de Ocampo (1622).
  - Palio: Virgen de los Ángeles (Vierge des Anges), anonyme (XVIIe siècle).
  - Couleurs des nazarenos: Tunique et capirote blancs, tablier bleu.
  - Confrérie la plus ancienne de Séville.
- Hermandad de La Exaltación (de l'Exaltation)
  - Fondation: San Benito de la Calzada au XVIe siècle.
  - Siège: Église de Santa Catalina.
  - Misterio: Señor de la Exaltación (Seigneur de l'Exaltation) cloué à la Croix en train d'être levée, de Pedro Roldán (1687).
  - Palio: Virgen de las Lágrimas (Vierge des Larmes), anonyme (XVIIIe siècle).
  - Couleurs des nazarenos: Tunique blanche, capirote violet, ceinture de sparterie.
- Hermandad de Las Cigarreras (des Cigarières)
  - Fondation: Couvent de San Benito de Calatrava en 1563.
  - Siège: Chapelle de l'ancienne fabrique de tabac d'Altadis (calle Juan Sebastián Elcano).
  - Misterio: Jésus attaché à la colonne, recevant des coups de fouet de deux bourreaux, de Francisco Buiza (1974).
  - Palio: Virgen de la Victoria (Vierge de la Victoire), anonyme (XVIIe siècle).
  - Couleurs des nazarenos: Tunique et capirote violets, cape et cordon de ceinture jaunes.
- Hermandad de Montesión
  - Fondation: En 1560. Fut ensuite consolidée au Couvent de Montesión en 1574.
  - Siège: Chapelle de Monte-Sión (calle Feria).
  - Misterio: Señor de la Oración (Seigneur de la Prière) dans le Verger, avec les apôtres endormis et en présence d'un ange, de Pedro Roldán (1675).
  - Palio: Virgen del Rosario (Vierge du Rosaire), anonyme (XVIIe siècle).
  - Couleurs des nazarenos: Tunique et cape blanches, capirote et cordon de ceinture noirs.
- Hermandad de La Quinta Angustia (de la Cinquième Anxiété)
  - Fondation: Couvent del Carmen en 1500.
  - Siège: Paroisse de la Magdalena (calle San Pablo).
  - Misterio: Cristo en su Descendimiento (Christ descendu de la Croix), de Pedro Roldán (1659).
  - Palio: Aucun.
  - Couleurs des nazarenos: Tunique, capirote, cordon de ceinture et cape violets.
- Hermandad del Valle (de la Vallée)
  - Fondation: Couvent d'El Valle en 1450.
  - Siège: Église de la Anunciación (calle Laraña).
  - Misterio: Señor de la Coronación de Espinas (Seigneur du Couronnement d'Épines), de Perea (XVIIe siècle).
  - 2e Paso: Nazareno con la Cruz al Hombro (Pénitent à la Croix sur l'Épaule) rencontrant Sainte Véronique sur le Chemin de croix, anonyme (XVIIe siècle).
  - Palio: Virgen del Valle, anonyme (XVIIe siècle).
  - Couleurs des nazarenos: Tunique et capirote violets, cordon de ceinture blanc.
- Hermandad de Pasión (de Passion)
  - Fondation: Couvent de la Merced en 1533.
  - Siège: Église collégiale del Salvador (plaza del Salvador).
  - Misterio: Señor de la Pasión (Seigneur de la Passion) avec la Croix à ses côtés, attribué à Juan Martínez Montañés (1615).
  - Palio: Virgen de la Merced (Vierge de la Pitié), de Sebastián Santas (1965), accompagné de Saint Jean, de Gabriel de Astorga (1862).
  - Couleurs des nazarenos: Tunique et capirote noirs, ceinture de sparterie.

### La Madrugá

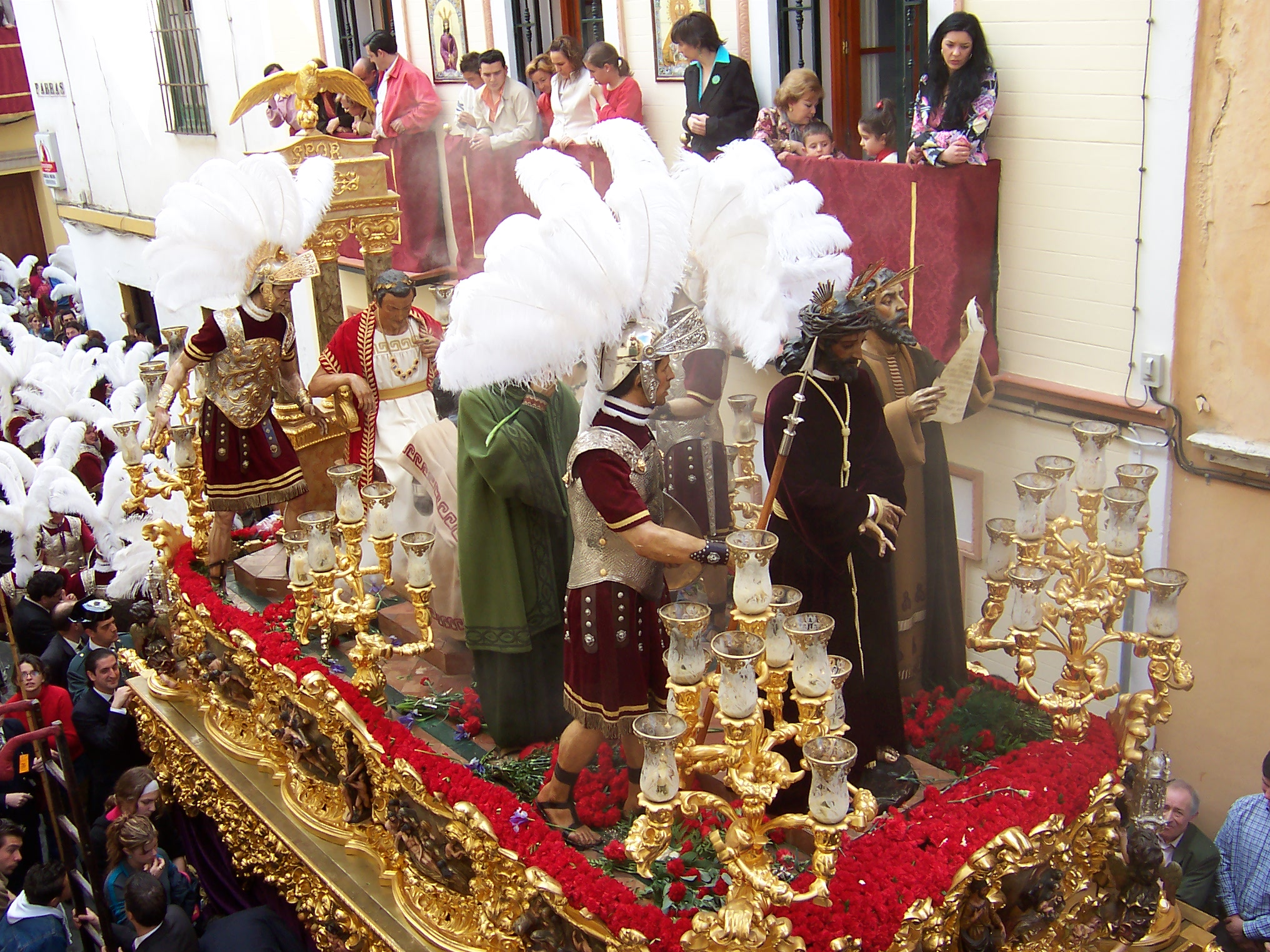
Procession de La Macarena.

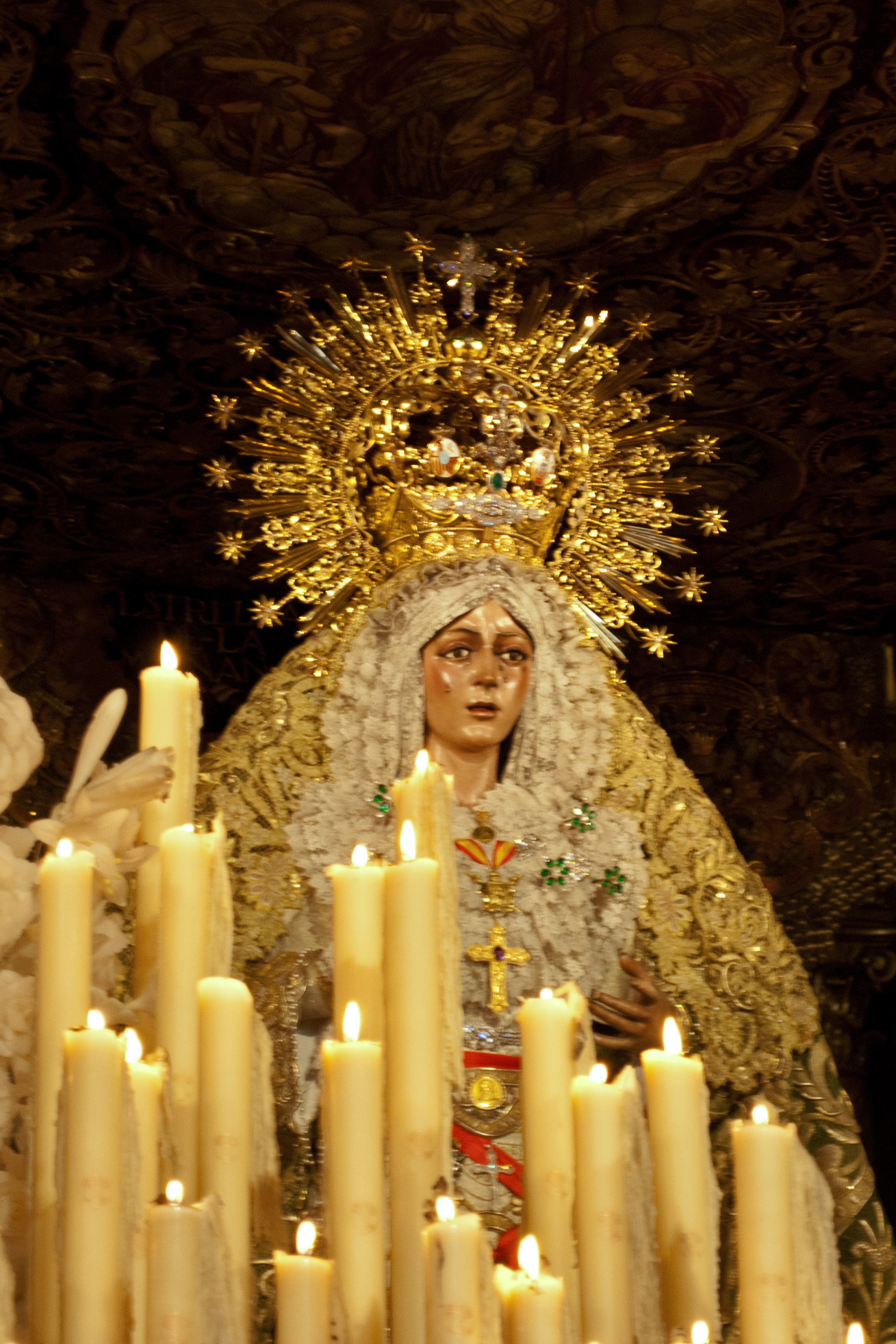
La Vierge de la Esperanza Macarena.

La Madrugá est le point culminant de la Semaine sainte à Séville. Dans la nuit du jeudi au vendredi saints, elle voit sortir les plus emblématiques confréries, qui comptent parmi les plus anciennes, certaines remontant au moyen âge.
- Hermandad d'El Silencio (du Silence)
  - Fondation: Église d'Omnium Sanctorum en 1340.
  - Siège: Église de San Antonio Abad (calle El Silencio)
  - Misterio: Jesús Nazareno (Jésus Pénitent) avec la Croix à ses côtés, attribué à Francisco de Ocampo (1609).
  - Palio: Virgen de la Concepción (Vierge de la Conception), de Sebastián Santos (1954), accompagnée de Saint Jean, de Cristóbal Ramos (1752).
  - Couleurs des nazarenos: Tunique et capirote noirs, ceinture de sparterie.
  - Elle défile en silence. Elle porte le titre de mater et magistra (mère et maîtresse) des confréries sévillanes.
- Hermandad de Jesús del Gran Poder (de Jésus du Grand Pouvoir)
  - Fondation: Couvent de San Benito de Calatrava en 1431.
  - Siège: Basilique del Gran Poder (plaza de San Lorenzo).
  - Misterio: Señor del Gran Poder (Seigneur du Grand Pouvoir) avec la Croix à ses côtés, de Juan de Mesa (1620).
  - Palio: Virgen del Mayor Dolor y Trepaso (Vierge de la Plus Grande Douleur et du Trépas), anonyme (XVIIe siècle), accompagnée de Saint Jean, de Juan de Mesa (1620).
  - Couleurs des nazarenos: Tunique et capirote noirs, ceinture de sparterie.
  - Elle défile en silence.
- Hermandad de La Macarena
  - Fondation: Couvent de San Basilio en 1595.
  - Siège: Basilique de la Macarena (calle Bécquer)
  - Misterio: représente le moment où est lue au Christ la sentence qui le condamne, en présence de Ponce Pilate, de Felipe Morales (1654).
  - Palio: Virgen de la Esperanza (Vierge de l'Espoir), anonyme (XVIIe siècle).
  - Couleurs des nazarenos: Tunique et cape blanches. Capirote et cordon de ceinture violets pour les nazarenos du misterio, verts pour ceux du palio.
  - En plus des nazarenos et des pénitents défilent des centurions romains.
  - La Vierge de la Macarena est l'objet d'une grande dévotion de la part de nombreux Sévillans.
  - Confrérie comptant le plus de nazarenos: ils sont 2 950 à défiler, de 00:30 à 14:00.
- Hermandad de El Calvario (du Calvaire)
  - Fondation: San Ildefonso en 1886.
  - Siège: Paroisse de la Magdalena (calle San Pablo).
  - Misterio: Cristo del Calvario (Christ du Calvaire), mort sur la Croix, de Francisco de Ocampo (1612).
  - Palio: Virgen de la Presentación (Vierge de la Présentation), attribuée à Gabriel de Astorga (1845).
  - Couleurs des nazarenos: Tunique et capirote noirs, ceinture de sparterie.
- Hermandad de La Esperanza de Triana (de l'Espoir de Triana)
  - Fondation: Église de Santa Ana en 1418.
  - Siège: Chapelle des Marins (rue Pureza).
  - Misterio: Jésus lors de l'une des trois chutes qu'il fit en montant au Calvaire, la Croix à ses côtés, œuvre attribuée à Marcos Cabrera (XVIIe siècle).
  - Palio: Virgen de la Esperanza (Vierge de l'Espoir), attribuée à Gabriel de Astorga (1816).
  - Couleurs des nazarenos: Cape blanche, cordon de ceinture jaune. Tunique et capirote violets pour les nazarenos du misterio, vertes pour ceux du palio.
  - L'Esperanza de Triana est l'objet d'une grande dévotion de la part de nombreux Sévillans.
- Hermandad de Los Gitanos (des Gitans)
  - Fondation: Couvent d'El Espíritu Santo en 1750.
  - Siège: Sanctuaire d'El Señor de la Salud y la Virgen de las Angustias (calle Verónica).
  - Misterio: Señor de la Salud (Seigneur du Salut) avec la Croix à ses côtés, de Fernández Andes (1939).
  - Palio: Virgen de las Angustias (Vierge des Anxiétés), de Fernández Andes (1937).
  - Couleurs des nazarenos: Tunique et cape blanches, capirote et cordon de ceinture violets.

### Le Vendredi Saint
Le Vendredi saint célèbre la Passion du Christ.
- Hermandad de La Carretería
  - Fondation: Hôpital de San Andrés en 1550.
  - Siège: Chapelle de la Carretería (calle Real de la Carretería).
  - Misterio: Señor de la Salud (Seigneur du Salut) crucifié entre les deux voleurs, en présence de la Virgen de la Luz (Vierge de la Lumière) et autres figures de la Passion, attribué à Francisco de Ocampo (XVIIe siècle).
  - Palio: Virgen del Mayor Dolor en su Soledad (Vierge de la Très Grande Douleur dans sa Solitude), d'Alonso Álvarez de Albarán (1629).
  - Couleurs des nazarenos: Tunique et capirote bleus, cordon de ceinture blanc.
- Hermandad de Soledad de San Buenaventura (de Solitude de San Buenaventura)
  - Fondation: Cruz del Caño Quebrado en 1656.
  - Siège: Église de San Buenaventura (calle Carlos Cañal).
  - Misterio: Aucun
  - Palio: Virgen de la Soledad (Vierge de la Solitude) devant la Croix, de Gabriel de Astorga (1851).
  - Couleurs des nazarenos: Tunique blanche, capirote noir, ceinture de sparterie.
- Hermandad del Cachorro (du Chiot)
  - Fondation: Hôpital de la calle Portugalete en 1584.
  - Siège: Chapelle du Patrocinio (calle Castilla).
  - Misterio: Señor de la Expiración (Seigneur de l'Expiration) au moment de son dernier souffle, de Francisco Antonio Gijón (1682).
  - Palio: Virgen del Patrocinio (Vierge du Parrainage), de Luis Álvarez (1973)
  - Couleurs des nazarenos: Tunique et capirote noirs, cape et cordon de ceinture blancs.
  - Gijón aurait pris comme modèle pour son Christ un Gitan mourant, connu dans le quartier sous le nom d'El Cachorro (le Chiot), d'où le nom de la confrérie.
- Hermandad de La O
  - Fondation: Hôpital de Santa Brígida en 1560.
  - Siège: Paroisse de la O (calle Castilla).
  - Misterio: Jesús Nazareno (Jésus Pénitent) avec la Croix à ses côtés, de Pedro Roldán (1685)
  - Palio: Virgen de la O, de Castillo Lastrucci (1937).
  - Couleurs des nazarenos: Tunique et capirote violets, cordon de ceinture jaune.
- Hermandad de San Isidoro (de Saint Isidore)
  - Fondation: San Benito de la Calzada en 1605.
  - Siège: Paroisse de San Isodoro (calle Luchana).
  - Misterio: Jesús de las Tres Caídas (Jésus des Trois Chutes), la Croix à ses côtés, tombé au sol sur le chemin du Calvaire, attribué à Alonso Martínez (1668).
  - Palio: Virgen de Loreto, anonyme (XVIIIe siècle).
  - Couleurs des nazarenos: Tunique et capirote noirs, ceinture de sparterie.
- Hermandad de Montserrat
  - Fondation: Paroisse de San Ildefonso à la fin du (XVIe siècle).
  - Siège: Chapelle de Montserrat (calle Cristo del Calvario).
  - Misterio: Señor de la Conversión del Buen Ladrón (seigneur de la Reconversion du Bon Voleur) crucifié entre les voleurs Dimas et Gestas, de Juan de Mesa (1620).
  - Palio: Virgen de Montserrat, anonyme (XVIIe siècle).
  - Couleurs des nazarenos : Tunique blanche. Capirote et cordon de ceinture bleu clair pour les nazarenos du misterio, capirote bleu foncé et ceinture de sparterie pour ceux du palio.
- Hermandad de La Mortaja (du Linceul)
  - Fondation: Église de Santa Marina à la fin du (XVIe siècle).
  - Siège: Chapelle de la Paz (calle Bustos Tavera).
  - Misterio: Virgen de la Piedad (Vierge de la Pitié), de Pedro Roldán (XVIIe siècle), et autres figures de la Passion recouvrant d'un suaire Jesús Descendido de la Cruz (Jésus Descendu de la Croix), de Cristóbal Pérez (1667).
  - Palio: Aucun
  - Couleurs des nazarenos: Tunique violette, cordon de ceinture jaune, capirote et cape noirs.

### Le Samedi Saint
Le Samedi saint commémore la descente de Croix. C'est un jour d'attente avant la Résurrection.
- Hermandad del Sol (du soleil)
  - Fondation: Paroisse de San Diego de Alcalá, 2006
  - Siège: Paroisse de San Diego de Alcalá (Quartier "El Plantinar"
  - Misterio: Cristo Varón de Dolores, de José Manuel Bonilla Cornejo (2003)
  - Palio: Virgen del Sol (du Soleil) avec "Maria Magdalena" et "San Juan", de José Manuel Bonilla Cornejo
- Hermandad de Los Servitas
  - Fondation: Couvent de Santo Domingo de Porta-Coeli en 1490.
  - Siège: Chapelle de los Dolores (plaza de San Marcos).
  - Misterio: Virgen de los Dolores (Vierge des Douleurs) regardant le cadavre du Cristo de la Providencia (Christ de la Providence), de José Montes de Oca (XVIIIe siècle).
  - Palio: Virgen de la Soledad (Vierge de la Solitude), d'Antonio Dubé de Luque (1968).
  - Couleurs des nazarenos: Tunique et capirote noirs.
- Hermandad de La Trinidad (de la Trinité)
  - Fondation: Couvent de la Trinidad en 1555.
  - Siège: Sanctuaire de María Auxiliadora (Ronda de Capuchinos).
  - 1er paso, l'alegórico: Santísima Trinidad (Très Sainte Trinité), avec le Dios Hijo (Dieu Fils), d'Emilio Pizarro (1913).
  - Misterio: Cristo de las Cinco Llagas (Christ des Cinq Plaies) mort sur la Croix entre les deux voleurs et en présence d'autres figures de la Passion, d'Álvarez Duarte (2002).
  - Palio: Virgen de la Esperanza (Vierge de l'Espoir), de Juan de Astorga (1820).
  - Couleurs des nazarenos: Tunique blanche, capirote, cape et cordon de ceinture noirs.
- Hermandad de La Soledad (de la Solitude)
  - Fondation: Monastère de Santo Domingo de Silos en 1575.
  - Siège: Paroisse de San Lorenzo (plaza de San Lorenzo).
  - Misterio: Aucun.
  - Palio: Virgen de la Soledad (Vierge de la Solitude), devant la Croix, anonyme (XVIe siècle).
  - Couleurs des nazarenos: Tunique blanche, capirote et tablier noirs.
- Hermandad de El Santo Entierro (du Saint Enterrement)
  - Fondation: Couvent de San Laureano en 1570.
  - Siège: Couvent de San Gregorio (calle Alfonso XII).
  - 1er paso, l'alegórico: Triomphe de la Croix sur la Mort, d'Antonio Cardoso Quirós (1691).
  - 2e paso: Cristo Yacente (Christ Gisant) dans une urne de cristal, de Juan de Mesa (XVIIe siècle).
  - Misterio: Enterrement de Jésus, avec la Virgen de Villaviciosa consolée par des saints, Saint Jean et les Trois Marie, d'Antonio Cardoso Quirós (1691).
  - Palio: Aucun.
  - Couleurs des nazarenos: Tunique, capirote et cape noirs.

### Le dimanche de Pâques
Le dimanche de Pâques (Domingo de Resurrección) célèbre la Résurrection de Jésus.
- Hermandad de La Resurrección (de la Résurrection)
  - Fondation: Colegio La Salle en 1969.
  - Siège: Église de Santa Marina (calle San Luis).
  - Misterio: Señor Resucitado (Seigneur Ressuscité), de Francisco Buiza (1973).
  - Palio: Virgen de la Aurora (Vierge de l'Aurore), d'Antonio Dubé de Luque (1978).
  - Couleurs des nazarenos : Tunique, capirote et cape blancs, cordon de ceinture bleu.

## Galerie

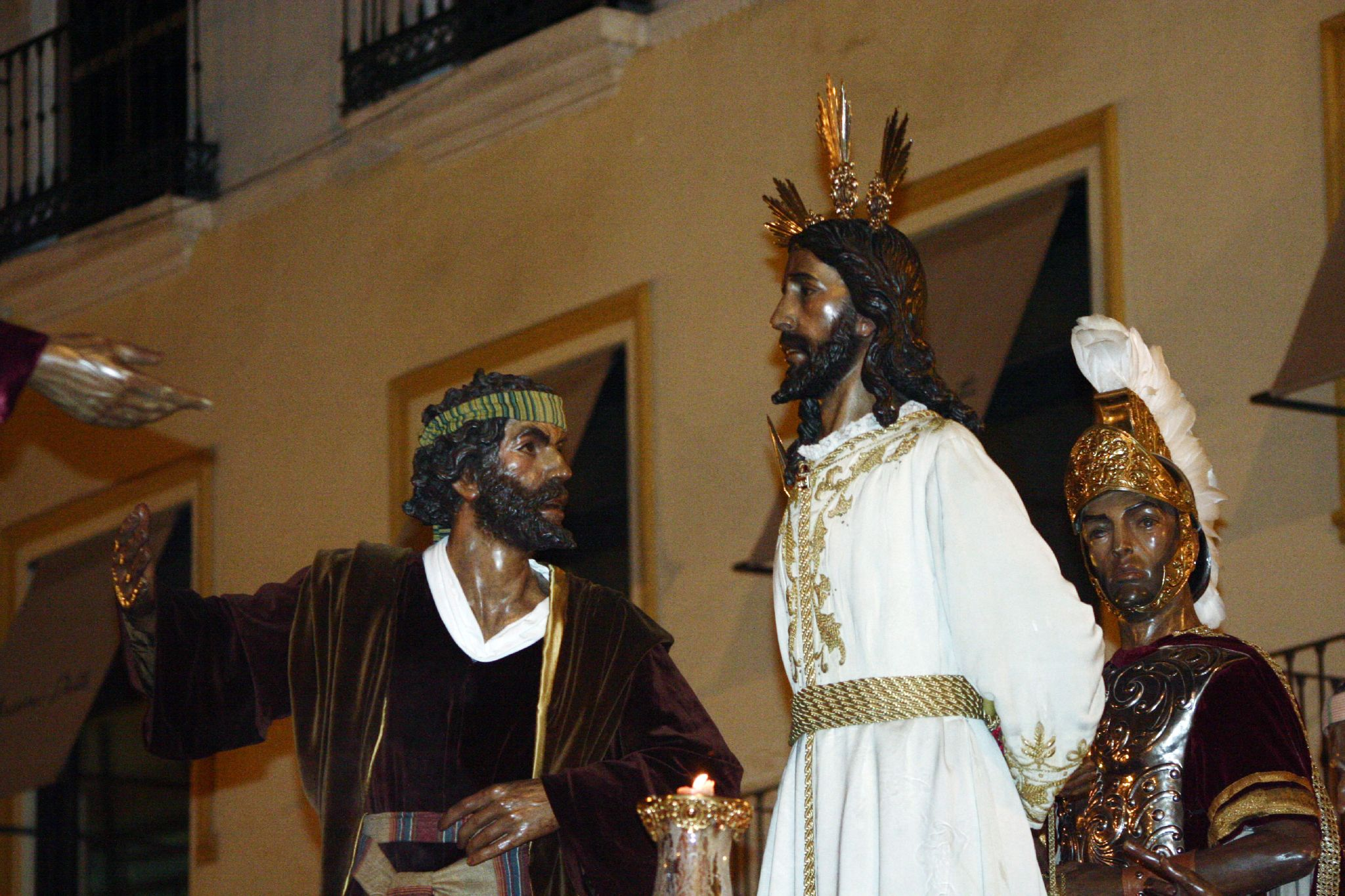
Paso de la bofetá, El Dulce Nombre.
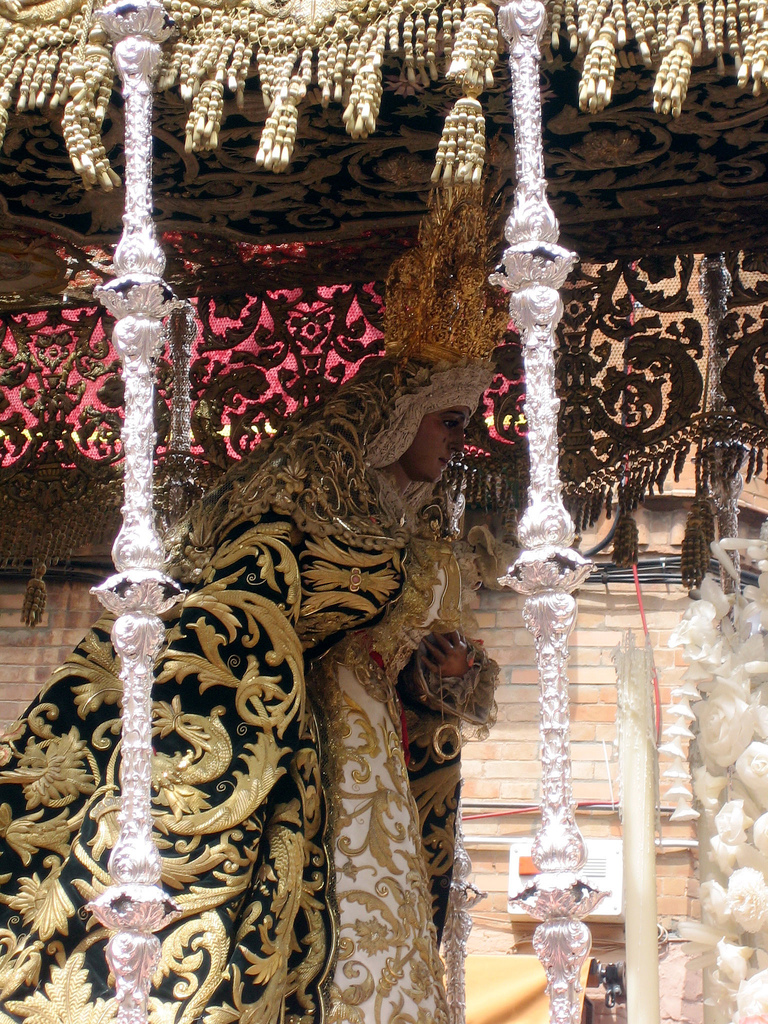
Esperanza de Triana.
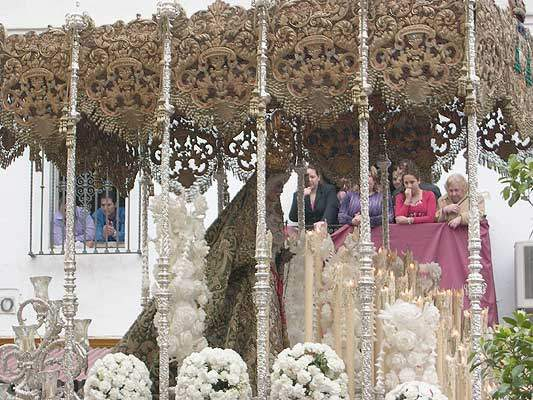
Virgen de la Macarena.
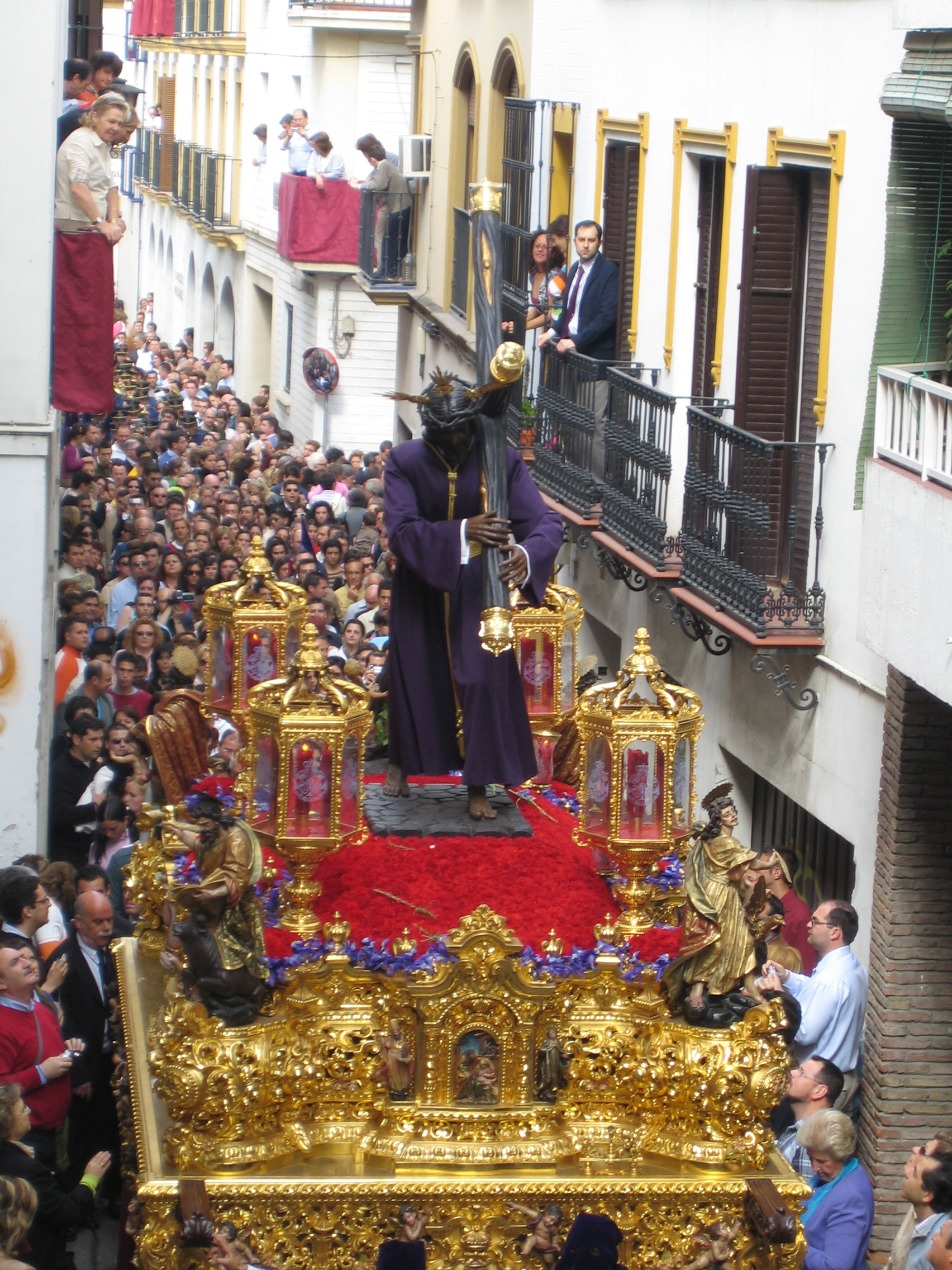
Jesús de la Salud, Los Gitanos.
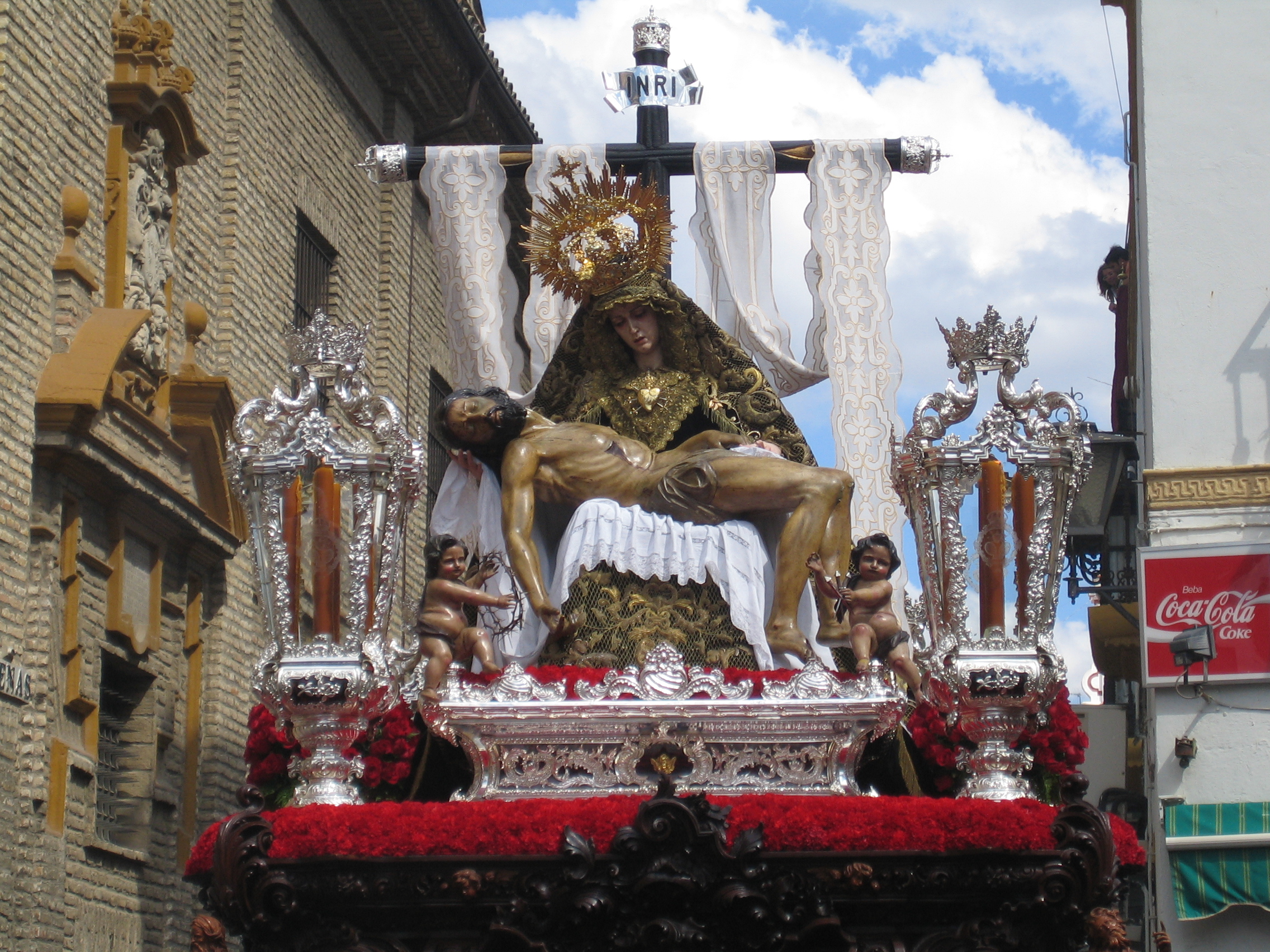
Paso de la Piedad, Los Servitas.